# Acanthepeira cherokee
Acanthepeira cherokee är en spindelart som beskrevs av Levi 1976. Acanthepeira cherokee ingår i släktet Acanthepeira och familjen hjulspindlar. Inga underarter finns listade i Catalogue of Life.